# FC Rio-Grandense
FC Rio-Grandense is een Braziliaanse voetbalclub uit Rio Grande. De club werd opgericht in 1909.

## Erelijst
Campeonato Gaúcho
1939